# BoJack Horseman
Bojack Horseman és una comèdia dramàtica d'animació nord-americana, creada per Raphael Bob-Waksberg, amb dissenys de Lisa Hanawalt. L'estrella de la sèrie és Will Arnett, posant la veu al personatge principal, Bojack Horseman. En el repartiment hi ha Amy Sedaris, Alison Brie, Paul F. Tompkins i Aaron Paul. La primera temporada de la sèrie es va estrenar el 22 d'agost de 2014, a Netflix.

## Tema
Bojack Horseman és una sèrie de dibuixos animats per a adults que es va estrenar a Netflix el 22 d'agost del 2014. Els personatges són animals (antropomòrfics) i humans que conviuen en un univers paral·lel a Hollywood. No obstant això, es tracta d'un reflex de la societat, tractant temes com la depressió, les addicions o la salut mental.
Bojack és un cavall que va tenir un gran èxit en els anys noranta al programa de televisió "Horsing Around"; però, en l'actualitat és un quarantà deprimit i nostàlgic que sempre està buscant la manera de transcendir, ja que tem caure en l'oblit. Bojack té un cor sensible que ha quedat enterrat per les seves constants traumes de la infància i la seva eterna mania de recuperar l'èxit perdut.
Cada capítol és una lluita de Bojack per ser feliç. Les coordenades de la felicitat les ofereix Hollywood: un nou programa, reactivar la seva carrera, fer un duet amb un famós, guanyar molts diners per una pel·lícula, etc. Aviat Bojack s'adona que el seu desig sempre s'està lliscant i mai arriba a aquest lloc promès on se sentirà bé. Per això el nostre personatge és un etern infantiloide que sempre està ebri o drogat, viu amb el seu amic paràsit per no sentir-se sol, i la major part del temps es passa imaginant una vida que no té.
És una sèrie fortament crítica a la nostra societat, ja que en teoria Bojack només vol estimar i ser estimat, però hi ha una força d'autodestrucció que l'impulsa a anar tot el temps en direcció contrària al que realment desitja, però què vol un Bojack horseman? En tota la sèrie veiem que en realitat no vol res, que és un etern insatisfet i que la seva ànima és un veritable pou sense fons.
La revista Time va catalogar l'episodi de "Bojack sota l'aigua" com el millor moment de la televisió de l'any 2016.

## Producció
BoJack Horseman és una sèrie de televisió creada per l'humorista Raphael Bob-Waksberg, en col·laboració amb la dibuixant Lisa Hanawalt. Tots dos són amics des de l'institut i ja havien treballat junts en projectes com el webcómic Tip Em Over, Pour M'Out (2006). A més a més, Raphael havia format part d'un grup còmic de Nova York especialitzat en sketches d'internet, Olde English.
A la fi de 2010, Bob-Waksberg s'havia mudat a Los Angeles. La idea per a crear BoJack Horseman va venir de la seva amiga Hanawalt, qui li havia enviat un llibre amb dibuixos d'animals protagonitzat per un cavall antropomorf. Aquells esbossos li van inspirar per a dissenyar un projecte de sèrie d'animació per a adults ambientat en el món de l'espectacle, en el qual humans i animals conviurien.
Després de convèncer a Hanawalt perquè treballés amb ell a Los Angeles com a cap de disseny, Bob-Waksberg va presentar el projecte al fons de capital inversió The Tornante Company, fundat per Michael Eisner. Una vegada van obtenir el vistiplau de Tornante, es va treballar en un episodi pilot amb l'estudi d'animació ShadowMachine i un elenc d'actors de doblatge liderat per Will Arnett (Arrested Development) i Aaron Paul (Breaking Bad) com a coproductors. El resultat final va ser presentat a Netflix en 2013 i la plataforma digital es va fer amb els drets d'emissió, atorgant-los més plena llibertat creativa per a fer una temporada de 12 episodis. BoJack Horseman es va convertir així en la primera «sèrie original de Netflix» d'animació per a adults.

## Personatges
Els personatges principals durant tota la trama són:
- BoJack Horseman (Will Arnett): Bojack és un cavall que es va fer famós durant els anys noranta amb la telecomèdia Horsin' Around. Aquest va ser l'únic èxit que va aconseguir en la seva carrera. Amb la cancel·lació del seu programa, BoJack ha viscut ple de frustració, ressentiment i odi a si mateix. És un personatge amb una fosca vida personal que és incapaç de reconèixer els seus problemes i de comprometre. A més, el seu egoisme i alcoholisme el porta constantment dur a terme accions de les que es penedeix. No obstant això, també demostra ser capaç de prendre decisions intel·ligents i buscar la felicitat.
- Diane Nguyen (Alison Brie): Diane és una escriptora fantasma que proposa redactar l'autobiografia de Bojack Horseman. És vietnamo-americana de Boston, feminista de tercera onada i intel·lectual incompresa que viu amb la seva parella, l'actor i antiga estrella de telecomèdies Mr. Peanutbutter. a través d'ella, es veu com les aspiracions d'un món que creu que està canviant, li frustan i la porten a replantejar-se els seus propis projectes. Al llarg de la sèrie desenvolupa una forta amistat amb Bojack que no obstant això es complica quan ell s'enamora d'ella.
- Mr. Peanutbutter (Paul F. Tompkins): És un energètic i entusiasta labrador retriever, parella de Diane i amienemigo de Bojack. La seva rivalitat va començar quan protagonitzava la telecomèdia Mr. Peanutbutter s House, un programa idèntic a Horsin 'Around que va provocar la caiguda d'aquest. Ambdós van obtindre la mateixa fama, però Mr. Peanutbutter no té més intencions de mantenir una vida còmoda i una mica de fama, el que li posa en sintonia amb la indústria de Hollywood. No obstant, Mr. Peanutbutter intentar mantenir una bona relació amb Bojack i li professa una admiració no corresposta. La seva personalitat és l'antítesi de Bojack, un ésser positiu, amistós i extremadament innocent.
- Princess Carolyn (Amy Sedaris): És una gata persa rosa, agent de Bojack i la seua exnòvia. Té un caràcter manipulador i agressiu, especialment quan exerceix la seua feina, i té molts problems per separar la vida personal de la professional
- Todd Chávez (Aaron Paul): Jove de 24 anys sense feina ni propòsits en la vida, que es va instal·lar a casa de Bojack després d'una festa. Al no ser capaz d'aconseguir que marxara, Todd viu gratis al sofà de la seua sala des fa cinc anys. Encara que puga semblar que Bojack el menysprea, en realitat manté una relació de dependència i sempre farà el possible perquè Todd estiga prop seu. El caràcter d'aquest personatge és absurd, despreocupat I problemàtic, amb tendència a complicar-se la vida quan els seus amics no són a prop. A partir de la quarta temporada Todd s'identifica com asexual. Segons l'actor que li dona veu, és el primer personatge amb aquesta orientació sexual de televisió.

### L'IA i el dilema moral
Entre la segona i la tercera temporada de la sèrie es presenta un dilema moral sobre l'Intel·ligència Artificial. Un cop el protagonista aconsegueix actuar com a estrella a la pel·lícula que sempre havia desitjat, l'equip de producció acaba realitzant la pel·lícula a partir d'una versió digitalitzada d'en Bojack. Aleshores, el film guanya reconeixement, i en Bojack com a actor també, ara bé, ell no ha actuat. A partir d'aquí el protagonista cau en un cicle depressiu mentre la sèrie deixa a l'espectador amb el dubte de si aviat afrontarem la fi de l'actuació.
Hi ha testimonis que algunes productores de Hollywood es plantegen l'ús d'aquesta pràctica com a recurs d'estalvi econòmic. Duncan Crabtree-Ireland, conseller del sindicat d'actors de cine-federació nord-americà d'artistes de ràdio i televisió, ho va confirmar. Naturalment, aquestes declaracions han creat molta controvèrsia a les xarxes.

## Trama

### Primera Temporada (2014)
Bojack Horseman, actor únicament conegut pel seu paper en una sitcom dels noranta "Horsing Around ", està patint una crisi laboral i personal. Viu a la seva mansió a Hollywood, on deixa que en Todd Chavez, un nini, dormi al seu sofà. A través de conviure junts aquests dos han conformat una peculiar amistat.
Amb l'objectiu de tornar a ressonar entre el públic, Horseman comença a escriure una autobiografia però el seu caràcter mandrós farà que l'editorial finalment esculli a una escriptora fantasma, Diane Nguyen. Aquesta resulta ser la parella d'un vell amic i, alhora, rival de Horseman, Mr. Peanutbutter. Aquest és un altre actor reconegut per protagonitzar una sitcom als noranta, tot i que  més jove i de caràcter més optimista i alegre. Coneixem més endavant a Princess Carolyn, la seva representant i ex-parella, que sovint haurà de arreglar els incidents que Bojack anirà causant i que entorpiran la progressió de la seva carrera a la pantalla.
Al tercer episodi ens introdueixen a Sarah Lynn, que quan tenia 8 anys va actuar junt amb Bojack a Horsing Around. Al estar exposada des de petita al món de Hollywod ara Lynn és una adulta desestrosa, amb problemes d'alcohol i drogues. Lynn manipula a Horseman per que la deixi quedar-se amb ell i fer el que ella vulgui, amb l'excusa que ella mai va tenir una família. Durant la seva estança a casa d'en Bojack, Sarah Lynn l'informa que un antic amic de Bojack i el creador de Horsing Around té càncer terminal. També tenen relacions sexuals però Horseman s'adona que és ell qui s'està aprofitant de la situació vulnerable de Lynn. Intenta portar-la a un centre perque l'ajudin a superar els seus traumes i adiccions però ella s'envà abans no ho pugui fer.
Diane Nguyen intenta descobrir qui és Bojack per tal d'escriure l'autobiografia. Durant el procés Bojack té problemes per obrir-se i confiar en ella, però a mesura que la relació entre aquests és més propera, Bojack es permet compartir més amb Diane. Si més no, a Diane no li acabarà de tancar alguns aspectes de la personalitat de Horseman i pel seu compte va descobrint alguns dels seus secrets. Per exemple, descobreix que Bojack va sabotejar la gran oportunitat de Todd de complir el seu somni. Per una altra banda, veiem la relació de Mr. Peanutbutter amb Diane, els quals tenen poc en comú.
Bojack cada vegada té més sentiments per Diane. Això el porta a fer diferents bogeries, tot i que, finalment, aquesta acaba promesa a Mr. Peanutbutter. Després d'això Bojack intenta retornar amb Princess Carolyn. Bojack insisteix contínuament fins que aquesta accepta però, finalment, la deixa tirada i ella es sent usada. Mentre pateix pels enredos de Horseman, Carolyn aconsegueix ascendir laboralment, conseguint sobrepassar a la seva major competència, l'agent Vanessa Gekko. Princess Carolyn comença a sortir amb Vincent Adultman, el qual ningú, excepte Horseman, és capaç de veure que són tres nens sota una gabardina.
Bojack usa a Todd per tal de posar fi al compromís de Nguyen. Però Todd descobreix la traïció que li va fer Bojack i decideix no ajudar-lo. Bojack comença a qüestionar-se a si mateix i si encara té la possibilitat de canviar i ser una bona persona.
Diane li mostra l'esborrany de la biografia a Horseman i aquest s'enfada amb ella, ja que planteja una imatge no molt bona d'ell. Diane, molesta, publica un petit teaser del llibre el qual guanya molta popularitat però que fa que Bojack la despedeixi. Bojack, Todd i Sarah Lynn, es droguen per tal d'escriure un nou llibre millor que el de Diane. A través de les al·lucinacions de Bojack veure'm el seu passat, el qual el va marcar negativament, i alguns dels seus empenediments. Un cop paren les al·lucinacions, es presenta a una convenció d'escriptors fantasmes, on està Diane, i li pregunta si creu que ell és una bona persona. Diane no contesta.
Abans de la publicació del llibre, Bojack guanya un Golden Globe. Aquest fet el motiva a convencer al productor Lenny Turtletaub per dur a terme el biopic de Secretariat, un caball de carreres molt conegut que fou una gran inspiració per Horseman. Diane es convidada a un voluntariat però per tal de fer-lo ha de marxar de Los Angeles. Diane i Bojack mantenen una conversació per primera vegada després que Bojack irrumpís la convenció. Aquest li confessa que sol volia que ella pensés bé d'ell i ella li diu que ja ho sabia.